# Celestus microblepharis
Celestus microblepharis é uma espécie de réptil da família Anguidae.
Apenas pode ser encontrada na Jamaica.